# 케갈레
케갈레(싱할라어: කෑගල්ල, 타밀어: கேகாலை)는 스리랑카 사바라가무와주 케갈레구의 행정 중심지이다.

## 같이 보기
- 케갈레구